# Méhtelek
Méhtelek là một thị trấn thuộc hạt Szabolcs-Szatmár-Bereg, Hungary. Thị trấn này có diện tích 8,62 km², dân số năm 2010 là 671 người, mật độ 78 người/km².